# Heshan, Guangdong
Heshan (kinesiska: 合山) är en köping i sydöstra Kina. Den ligger i stadsdistriktet Yangdong i staden Yangjiang i provinsen Guangdong, omkring 170 kilometer sydväst om provinshuvudstaden Guangzhou. Antalet invånare är 44 045. Befolkningen består av 20 871 kvinnor och 23 174 män. Barn under 15 år utgör 18,0 %, vuxna 15-64 år 73 %, och äldre över 65 år 8,0 %.